# Šalírka
Široké dláto, nebo též Šalírka je jeden z kamenických nástrojů. Jedná se o ploché dláto s šířkou 6 - 10 cm. 
Šalírka se používá v kamenictví na finální srovnání plochy měkčího kamene tak, aby byla vroubkovaná, a to výhradně s dřevěnou paličkou.